# Lithophyllum fasciculatum
Lithophyllum fasciculatum (Lamarck) Foslie, 1900 é o nome botânico de uma espécie de algas vermelhas pluricelulares do gênero Lithophyllum, família Corallinaceae.
São algas marinhas encontradas na Europa, Brasil, Sudão e Japão.

## Sinonímia
- Nullipora fasciculata Lamarck, 1816
- Melobesia fasciculata (Lamarck) Harvey, 1847
- Spongites fasciculata (Lamarck) Kützing, 1849
- Lithothamnion fasciculatum (Lamarck) Areschoug, 1852
- Lithophyllum incrustans f. fasciculata (Lamarck) Heydrich, 1905
- Hyperantherella incrustans f. fasciculata (Lamarck) Heydrich, 1908
- Crodelia incrustans f. fasciculata (Lamarck) Heydrich, 1911